# Политички компас
Политички компас је инструмент помоћу којег се може приказати идеологија особе или странке, односно политички и економски систем регије или државе. Компас је подељен на 4 једнака дела (квадранта) двема осама. Усправна (у) оса односи се на социјалну политику (ауторитаризам наспрам либертаријанизма/слободарства/анархизма), а водоравна (х) оса на економску политику (социјализам/левица наспрам капитализма/десница).

## Идеологије на компасу
Идеологије или политички погледи појединаца групишу се по квадрантима. Припадност одређеном квадранту даје добру, али ипак не свеобухватну слику о истима. 

### Ауторитарна левица (црвени квадрант)
- Марксизам
- Лењинизам
- Стаљинизам
- Титоизам
- Маоизам

### Ауторитарна десница (плави квадрант)
- апсолутна монархија
- конзервативизам
- теократија
- етнонационализам
- фашизам
- нацизам

### Либертаријанска левица (зелени квадрант)
- демократски социјализам
- либертаријански социјализам
- анархизам
- социјалдемократија

### Либертаријанска десница (љубичасти квадрант)
- класични либерализам
- либертаријанизам